# 10 złotych 1934 Józef Piłsudski-Orzeł Strzelecki
10 złotych 1934 Józef Piłsudski-Orzeł Strzelecki – okolicznościowa moneta dziesięciozłotowa, bita w srebrze, wprowadzona do obiegu 31 lipca 1934 r. rozporządzeniem Ministra Skarbu z dnia 21 lipca 1934 r. (Dz.U. z 1934 r. nr 69, poz. 669), wycofana na podstawie rozporządzenia ministrów gospodarki, finansów i spraw wewnętrznych Rzeszy wydanego 22 listopada 1939 r. w okresie Generalnego Gubernatorstwa, według którego monety bite w srebrze w okresie II Rzeczypospolitej należało obowiązkowo wymieniać na pieniądze papierowe.
Moneta upamiętniała 20. rocznicę wymarszu Pierwszej Kompanii Kadrowej Legionów, podobnie jak pięciozłotówka o takich samych wzorach awersu i rewersu.

## Awers
W centralnym punkcie znajduje się orzeł strzelecki z 1914 roku, otoczony napisem „RZECZPOSPOLITA POLSKA”, a na dole napis „10 ZŁOTYCH 10”.

## Rewers
Na tej stronie monety umieszczono lewy profil marszałka Józefa Piłsudskiego, u dołu, z lewej strony, poniżej brody, herb Kościesza – znak mennicy w Warszawie, z prawej strony data „1934", a wzdłuż obrzeża pod profilem słabo widoczne, niemal nieczytelne nazwisko projektanta.

## Nakład
Monetę wybito w srebrze próby 750, na krążku o średnicy 34 mm, masie 22 gramów, z rantem ząbkowanym, według projektu Stanisława Ostrowskiego, w mennicy w Warszawie, w nakładzie 300 000 sztuk.

## Opis
Dziesięciozłotówkę bito na podstawie rozporządzenia Prezydenta Rzeczypospolitej Polskiej z 27 sierpnia 1932 r. o zmianie niektórych postanowień rozporządzenia Prezydenta Rzeczypospolitej z dnia 5 listopada 1927 r., definiującego parametry monet:  2, 5, 10 złotych bitych w srebrze próby 750 i masie 2,2 grama przypadających na 1 złoty (Dz.U. z 1932 r. nr 74, poz. 668).
Rewers, poza datą 1934, jest identyczny z rewersem monety 10 złotych wzór 1934.
Parametry monety są identyczne z parametrami dziesięciozłotówek:
- wzór 1932 Polonia,
- wzór 1934 Józef Piłsudski,
- 1933 Jan III Sobieski oraz
- 1933 Romuald Traugutt.

W pierwszym dziesięcioleciu XXI w. Mennica Polska wypuściła repliki dwóch konkurencyjnych projektów dziesięciozłotówki 1934 Józef Piłsudski-Orzeł Strzelecki, które nie mają swoich odpowiedników w monetach próbnych wybitych przed II wojną światową.

## Wersje próbne

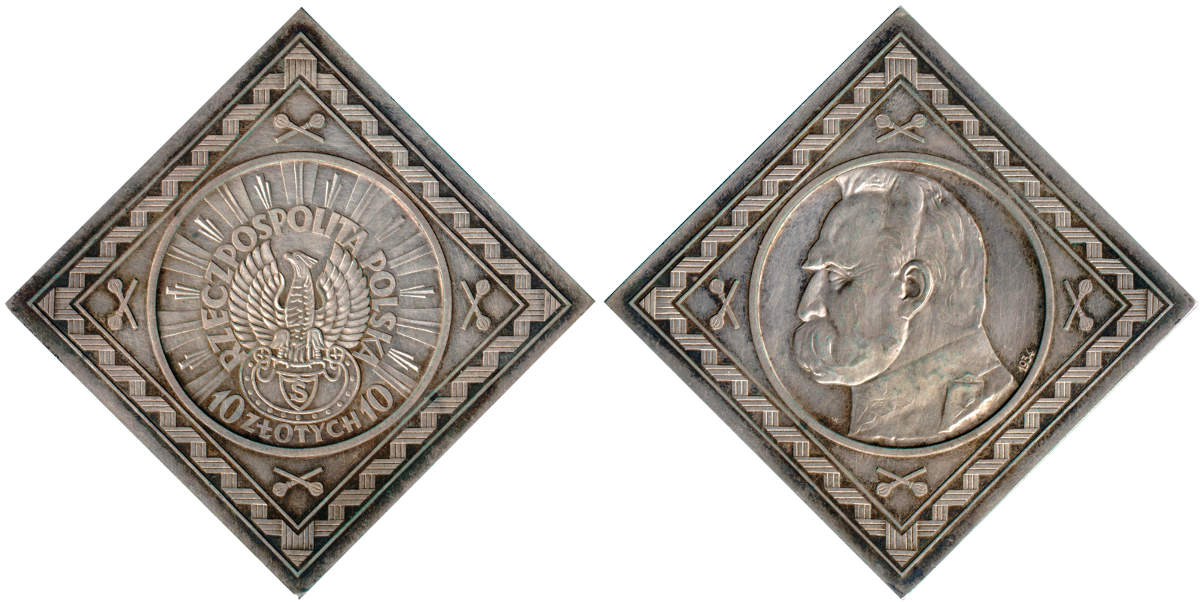
Klipa

W katalogach podana jest informacja o wybiciu próbnych wersji monety:
- w srebrze, z wypukłym napisem „PRÓBA” (100 sztuk),
- w srebrze, stemplem lustrzanym, z wypukłym napisem „PRÓBA” (100 sztuk),
- w brązie, z wypukłym napisem „PRÓBA” (100 sztuk).

Wybito także wersję monety stemplem lustrzanym w nakładzie 200 sztuk.
Istnieje również wersja próbna tej monety wybita w postaci kwadratowej klipy o wymiarach 47,5 × 47,5 mm, bez napisu „PRÓBA”, wybita w srebrze, w nakładzie 300 sztuk.